# Halterofilismo nos Jogos Paralímpicos de Verão de 2012
As competições de halterofilismo nos Jogos Paralímpicos de Verão de 2012 foram disputadas entre os dias 30 de agosto e 5 de setembro  no Complexo ExCel, em Londres.
O único exercício usado para o levantamento de peso é o supino reto. Neste esporte, a classificação é feita unicamente através do peso. Atletas com diversas deficiências competem nos mesmos eventos. São elegíveis para este esporte atletas com deficiências que afetem o tronco ou as pernas, como paralisia cerebral, lesões medulares ou amputações. Atletas que sofrem de nanismo também são elegíveis.

## Calendário
| Agosto/setembro | 29 | 30 | 31 | 1 | 2 | 3 | 4 | 5 | 6 | 7 | 8 | 9 |
| --------------- | -- | -- | -- | - | - | - | - | - | - | - | - | - |
| Halterofilismo  |    | 2  | 3  | 3 | 3 | 3 | 3 | 3 |   |   |   |   |

|  | Dia de competição |  | Dia de final |

## Eventos
- Até 48 kg masculino
- Até 52 kg masculino
- Até 56 kg masculino
- Até 60 kg masculino
- Até 67,5 kg masculino
- Até 75 kg masculino
- Até 82,5 kg masculino
- Até 90 kg masculino
- Até 100 kg masculino
- Mais de 100 kg masculino
- Até 40 kg feminino
- Até 44 kg feminino
- Até 48 kg feminino
- Até 52 kg feminino
- Até 56 kg feminino
- Até 60 kg feminino
- Até 67,5 kg feminino
- Até 75 kg feminino
- Até 82,5 kg feminino
- Mais de 82,5 kg feminino

## Medalhistas
Masculino
| Evento                  | Ouro                        | Prata                           | Bronze                          |
| ----------------------- | --------------------------- | ------------------------------- | ------------------------------- |
| Até 48 kg detalhes      | Yakubu Adesokan NGR Nigéria | Vladimir Balynetc RUS Rússia    | Taha Abdelmagid EGY Egito       |
| Até 52 kg detalhes      | Feng Qi CHN China           | Ikechukwu Obichukwu NGR Nigéria | Vladimir Krivulya RUS Rússia    |
| Até 56 kg detalhes      | Sherif Othman EGY Egito     | Anthony Ulonnam NGR Nigéria     | Wang Jian CHN China             |
| Até 60 kg detalhes      | Nader Moradi IRI Irã        | Ifeanyi Nnajiofor NGR Nigéria   | Yang Quanxi CHN China           |
| Até 67,5 kg detalhes    | Liu Lei CHN China           | Rouhollah Rostami IRI Irã       | Shaaban Ibrahim EGY Egito       |
| Até 75 kg detalhes      | Ali Hosseini IRI Irã        | Mohamed Elelfat EGY Egito       | Hu Peng CHN China               |
| Até 82,5 kg detalhes    | Majid Farzin IRI Irã        | Gu Xiao Fei CHN China           | Metwaly Mathana EGY Egito       |
| Até 90 kg detalhes      | Hany Abdelhady EGY Egito    | Cai Huichao CHN China           | Pavlos Mamalos GRE Grécia       |
| Até 100 kg detalhes     | Mohamed Eldib EGY Egito     | Qi Dong CHN China               | Ali Sadeghzadeh IRI Irã         |
| Mais de 100 kg detalhes | Siamand Rahman IRI Irã      | Faris Al-Ajeeli IRQ Iraque      | Chun Keun-Bae KOR Coreia do Sul |

Feminino
| Evento                   | Ouro                        | Prata                              | Bronze                       |
| ------------------------ | --------------------------- | ---------------------------------- | ---------------------------- |
| Até 40 kg detalhes       | Nazmiye Muslu TUR Turquia   | Cui Zhe CHN China                  | Zoe Newson GBR Grã-Bretanha  |
| Até 44 kg detalhes       | Ivory Nwokorie NGR Nigéria  | Çiğdem Dede TUR Turquia            | Lidiia Soloviova UKR Ucrânia |
| Até 48 kg detalhes       | Esther Oyema NGR Nigéria    | Olesya Lafina RUS Rússia           | Shi Shanshan CHN China       |
| Até 52 kg detalhes       | Joy Onaolapo NGR Nigéria    | Tamara Podpalnaya RUS Rússia       | Xiao Cuijuan CHN China       |
| Até 56 kg detalhes       | Fatma Omar EGY Egito        | Lucy Ejike NGR Nigéria             | Özlem Becerikli TUR Turquia  |
| Até 60 kg detalhes       | Amalia Pérez MEX México     | Yang Yan CHN China                 | Amal Mahmoud EGY Egito       |
| Até 67,5 kg detalhes     | Souhad Ghazouani FRA França | Tan Yujiao CHN China               | Victoria Nneji NGR Nigéria   |
| Até 75 kg detalhes       | Fu Taoying CHN China        | Folashade Oluwafemiayo NGR Nigéria | Lin Tzu-Hui TPE Taipé Chinês |
| Até 82,5 kg detalhes     | Loveline Obiji NGR Nigéria  | Randa Mahmoud EGY Egito            | Xu Yanmei CHN China          |
| Mais de 82,5 kg detalhes | Grace Anozie NGR Nigéria    | Heba Ahmed EGY Egito               | Perla Bárcenas MEX México    |

## Quadro de medalhas
| Ordem | País              | Medalha de ouro | Medalha de prata | Medalha de bronze |    |
| ----- | ----------------- | --------------- | ---------------- | ----------------- | -- |
| 1     | NGR Nigéria       | 6               | 5                | 1                 | 12 |
| 2     | EGY Egito         | 4               | 3                | 4                 | 11 |
| 3     | IRI Irã           | 4               | 1                | 1                 | 6  |
| 4     | CHN China         | 3               | 6                | 6                 | 15 |
| 5     | TUR Turquia       | 1               | 1                | 1                 | 3  |
| 6     | MEX México        | 1               |                  | 1                 | 2  |
| 7     | FRA França        | 1               |                  |                   | 1  |
| 8     | RUS Rússia        |                 | 3                | 1                 | 4  |
| 9     | IRQ Iraque        |                 | 1                |                   | 1  |
| 10    | GBR Grã-Bretanha  |                 |                  | 1                 | 1  |
| 10    | GRE Grécia        |                 |                  | 1                 | 1  |
| 10    | KOR Coreia do Sul |                 |                  | 1                 | 1  |
| 10    | TPE Taipé Chinês  |                 |                  | 1                 | 1  |
| 10    | UKR Ucrânia       |                 |                  | 1                 | 1  |
| TOTAL | TOTAL             | 20              | 20               | 20                | 60 |